# Ottweiler
Ottweiler é uma cidade da Alemanha localizada no distrito de Neunkirchen, estado do Sarre.